# Schijnratten
Schijnratten (Octodontidae) zijn een familie van knaagdieren uit de superfamilie Octodontoidea en parvorde Caviida die voorkomt in de zuidelijke Andes van Zuid-Amerika. Er bestaan acht levende geslachten met dertien soorten; daarnaast is er een vrij groot aantal fossiele geslachten bekend. De bekendste soort is de degoe (Octodon degus), die ook in Europa wel als huisdier wordt gehouden. Ook de kamratten (Ctenomyidae) worden vaak als leden van deze familie gezien.

## Verspreiding
De schijnratten zijn de grootste endemische zoogdierfamilie in de Andes. Daar komen ze voor van Zuidwest-Bolivia, dicht bij de Peruaanse grens, tot iets ten noorden van Chiloé in Midden-Chili. Tympanoctomys, Pipanacoctomys en Salinoctomys komen in Argentinië iets ten oosten van het eigenlijke gebergte voor.

## Kenmerken
Schijnratten lijken uiterlijk veel op echte ratten, hoewel ze daar niet direct mee verwant zijn. Ze zijn vrij klein en hebben een dichte vacht, die meestal grijs of zwart, maar soms ook wit of goudkleurig is. Ze hebben een relatief grote kop, ogen en oren (dat laatste is niet zo bij de ondergronds levende coruro, Spalacopus cyanus) en een spitse snuit. Het element "octo" in veel geslachtsnamen binnen de familie en ook in de naam "Octodontidae" zelf is afgeleid van de 8-vorm van hun tanden. Hun tandformule luidt 1.0.1.3, zodat ze in totaal 20 tanden hebben.
Schijnratten hebben aan hun voorvoeten vier en aan hun achtervoeten vijf tenen, allemaal met krachtige klauwen. Bij de ondergronds levende geslachten is de staart kort en naakt, bij de bovengronds levende geslachten is deze lang en borstelig. Schijnratten worden 12 tot 25 cm lang en wegen 60 tot 700 gram.

## Levenswijze
Alle soorten kunnen goed graven en leven in holen; de coruro heeft zich gespecialiseerd in een ondergrondse levenswijze. Schijnratten zijn planteneters en eten knollen, wortels, stengels en dergelijke eten. Het wijfje brengt een- tot tweemaal per jaar een tot tien jongeren ter wereld.

## Indeling
Er is gesuggereerd dat schijnratten tot de haasachtigen (Lagomorpha) behoren, maar dat lijkt alleen maar convergente evolutie te zijn. Ze zijn waarschijnlijk nauwer verwant aan de kamratten, stekelratten en hutia's, de andere leden van de superfamilie Octodontoidea.
De familie omvat de volgende soorten (uitgestorven soorten incompleet):
- Geslacht Eoctodon†
- Geslacht Phtoramys†
  - Phtoramys homogenidens†
- Geslacht Platypittamys†
  - Platypittamys brachyodon†
- Geslacht Pseudoplataeomys†
  - Pseudoplataeomys brevis†
  - Pseudoplataeomys elongatus†
  - Pseudoplataeomys innominatus†
- Geslacht Tarijamys†
- Onderfamilie Octodontinae/Tribus Octodontini
- Geslacht Abalosia†
- Geslacht Aconaemys
  - Andesrotsrat (Aconaemys fuscus)
  - Aconaemys porteri
  - Aconaemys sagei
- Geslacht Chasicomys†
  - Chasicomys octodontiformis†
- Geslacht Chasiquimys†
- Geslacht Massoiamys†
- Geslacht Migraveramys†
- Geslacht Degoes (Octodon)
  - Octodon bridgesii
  - Degoe (Octodon degus)
  - Octodon lunatus
  - Octodon pacificus
  - Octodon ricardojeda
- Geslacht Octodontomys
  - Bori (Octodontomys gliroides)
- Geslacht Octomys
  - Viscacharat (Octomys mimax)
- Geslacht Paradoxomys†
- Geslacht Pipanacoctomys
  - Pipanacoctomys aureus
- Geslacht Pithanotomys†
  - Pithanotomys columnaris†
- Geslacht Spalacopus
  - Koeroero (Spalacopus cyanus)
- Geslacht Tympanoctomys
  - Tympanoctomys barrerae
  - Tympanoctomys kirchnerorum
  - Tympanoctomys loschalchalerosorum